# Har jeg Ret til at tage mit eget Liv?
Har jeg Ret til at tage mit eget Liv? er en dansk stumfilm fra 1920, der er instrueret af Holger-Madsen efter manuskript af ham selv og Valdemar Andersen.

## Handling
Familiefaren Poul Berg fristes af et tvivlsomt investeringstilbud og forgælder sig så dybt, at han i afmagt tager livet af sig selv. Hans enke Ketty kæmper for at holde familien oven vande, betale sin mands gæld og opdrage de tre børn. De efterladtes skæbner er dybt prægede af selvmordet, som i sidste ende kommer til at have kostet mere end ét menneskeliv.

## Medvirkende
- Holger-Madsen - Teosofen, professor Arildt
- Alf Blütecher - Poul Berg
- Lilli Beck - Ketty, Bergs hustru
- Knud Schrøder - Arthur, Bergs søn
- Gudrun Bruun Stephensen - Dolly, Bergs datter
- Elisabeth Jacobsen - Lise, Bergs datter
- Frederik Jacobsen - Direktør Steiner
- Aage Hertel - Veksellerer Hugo Steiner
- Carl Worm - Ingeniør Bent Langwill
- Clara Schønfeld - Barnepige hos Bergs
- Axel Boesen
- Moritz Bielawski
- Carl Lauritzen
- Birger von Cotta-Schønberg